# Бумеранг (джаз-ансамбль)
Джаз-ансамбль «Бумеранг» — алма-атинский джаз-ансамбль.

## История
Ансамбль создан в 1975 году Тахиром и Фархадом Ибрагимовыми. Первый состав: Тахир Ибрагимов — барабаны, перкуссия; Фархад Ибрагимов — контрабас, бас-гитара; Владимир Назаров — клавишные. Впоследствии к ним присоединились трубач Валерий Баннов, саксофонист Виктор Николаев и перкуссионист Михаил Джураев.
Под названием «Арай» ансамбль аккомпанировал эстрадной вокалистке Розе Рымбаевой в период с 1979 по 1982 год, параллельно выступая под именем «Бумеранг» с джазовыми программами. Основной сценой являлся зал консерватории. В 1982 году ансамбль «Арай» стал выступать отдельно в новом составе. Также в первой половине 80-х внутри ансамбля существовал побочный коллектив под названием «Медео», выпустивший, правда, только одну пластинку. В 1985 году на базе «Медео» Владимиром Назаровым была создана группа «Сункар», тоже издавшая единственный альбом.
Ансамбль — участник джазовых фестивалей: в Фергане (1978, 1984), Новосибирске (1978—1996), Ярославле (1981), Москве (1982, 1990) и других городах. Лидер ансамбля Тахир Ибрагимов неоднократно признавался лучшим барабанщиком Советского Союза. В конце 80-х коллектив выступил в Москве на одной сцене с грандами мирового джаза — квинтетом Баста Вильямса, квартетом Бенни Голсона, квинтетом Фредди Хаббарда и ансамблем «Sun Ra». В 1993 году в германском городе Касселе «Бумеранг» сыграл вместе с немецким гитаристом Хансом Таменом.
По утверждению Фархада Ибрагимова, за выпуск трёх своих джазовых пластинок на фирме «Мелодия» — «Бумеранг», «Миражи» и «Орнамент», — коллектив «не получил ни копейки» из-за «беспрецедентности случая».

## Участники в разные годы
1. Тахир Ибрагимов — ударные, перкуссия (1973-)
2. Фархад Ибрагимов — бас-гитара, табла (1973-)
3. Виктор Николаев — саксофоны (1973-)
4. Константин Ли — гитара
5. Юрий Парфенов — труба (1980-)
6. Лев Липлавк — фендер-пиано
7. Валерий Баннов — труба, флюгельгорн
8. Батырхан Шукенов — тенор-, альт- и сопрано-саксофоны
9. Фархад Мусабаев — синтезатор «Ямаха ДХ 7», фендер-пиано
10. Владимир Стригоцкий — синтезатор
11. Михаил Ермолов — фортепиано
12. Василий Раббэ — гитара, ситар
13. Владимир Мусаилов — табла, байя
14. Яков Хан — тромбон
15. Владимир Назаров — клавишные (1973-)
16. Валерий Баннов — труба (1973-)
17. Михаил Джураев — перкуссия (1973-)
18. Константин Добровольский — тенор, сопрано саксофоны

## Дискография

### Оригинальные альбомы
- Джаз-ансамбль «Бумеранг» Мелодия С60-18719-20 (1983)

1. 1. Семиречье (В. Назаров)
2. 2. Хайтарма (Ю. Парфёнов)
3. 3. Мадрас (Т. Ибрагимов)
4. 4. Дервиш (Ю. Парфёнов)
5. 5. Пагода «Пайя» (Т. Ибрагимов)

Состав: 1,2,3,4,5.
- Орнамент Мелодия С60-21321-007 (1985)

1. 1. Бумеранг (Ю. Парфёнов)
2. 2. Орнамент (Ю. Парфёнов)
3. 3. Три четверти (Ю. Парфёнов)
4. 4. Минарет (Ю. Парфёнов)
5. 5. Индия (Ю. Парфёнов)
6. 6. Турецкие зарисовки (Ю. Парфёнов)

Состав: 1,2,3,4,5,6.
- Мираж Мелодия C60-22759 (1986)

1. 1. Полёт беркута (Ф. Ибрагимов)
2. 2. Лавка чудес (Ф. Ибрагимов, В. Раббэ)
3. 3. Мираж (М. Ермолов)

Состав: 1,2,7,8,9,10,11,12,13.

### Компиляции
- Фестиваль «Джаз над Волгой» Мелодия С60-16255-6 (1981)

1. 5. Дервиш

Состав: 1,2,3,5,14,15.
- Джаз — 82 Пластинка 3. Мелодия С60-19125-000 (1983)

1. Вторая часть сюиты «Семиречье»

Состав: 1,2,3,4,5,15.
- Песни влюблённых. Песни на стихи Ш. Сариева Мелодия С60-26335 (1988)

7. Думаешь ли ты обо мне? — Асан Макашев и джаз-ансамбль «Бумеранг» п/у Тахира Ибрагимова
- Soviet Jazz Ensemble — Boomerang MFSL «MFCD-908» (1988)

Orig Master Recording. CD Release. Japan
1. Boomerang
2. Semirechye
3. Ornament
4. Khaitarma
5. Three Fourths
6. Madras
7. Minaret
8. Dervish
9. Pagoda Paya
10. Sketches Of Turkey

- Red Square Groove — Rare Jazz / Fusion Gems From Russian Vaults Volume 2 Cosmic Sounds — CS-05 LP (2000)

1. 2 Dervish
2. 4 Ornament